# Andreas Zelinka
Andreas Zelinka (ur. 23 lutego 1802 w Vyškovie, zm. 21 stycznia 1868 w Wiedniu) – burmistrz wiedeński w latach 1861-1868.

## Zarys biografii
Andreas Zelinka uczęszczał do szkoły średniej i Philosophicum w Brnie. W latach 1821–1825 studiował prawo na Uniwersytecie Wiedeńskim. W 1829 uzyskał tytuł doktora prawa. Od 1831 pracował jako inspektor medyczny, a następnie, jako prawnik. W 1848 został wybrany do Rady Miejskiej w Wiedniu (był jej wiceprezydentem od 1849). Od 1861 burmistrz Wiednia. Od 1862 został także członkiem Sejmu Krajowego Dolnej Austrii. Przyczynił się do regulacji Dunaju, przebudowy Cmentarza Centralnego i uporządkowania ulic (ringów). 
Był człowiekiem skromnym i udzielał się charytatywnie, m.in. przeznaczył na cele społeczne swoje roczne wynagrodzenie (12.000 guldenów). Otrzymał Order Franciszka Józefa. Nazywany był pieszczotliwie przez mieszkańców Wiednia: „Papa Zelinka”.